# Aproximante velar
La aproximante velar es un tipo de sonido consonántico, utilizado en algunas lenguas habladas. El símbolo en el alfabeto fonético internacional que representa este sonido es ⟨ɰ⟩, y el símbolo X-SAMPA equivalente es M\.
La aproximante velar puede en muchos casos ser considerada la contraparte semivocal de la vocal cerrada posterior no redondeada [ɯ]. Los dos son casi idénticos. ⟨ɰ⟩ y ⟨ɯ̯⟩ con el diacrítico no silábico se utilizan en diferentes sistemas de transcripción para representar el mismo sonido.
Algunos lenguajes, sin embargo, tienen una aproximante velar sonora que no se especifica para el redondeo, y por lo tanto no puede ser considerada el equivalente semivocálico de [ɯ] o su contrapartida redondeada [u]. Ejemplos de estas lenguas son el catalán, el gallego y el español, en los que aparece como alófono de /g/.
Existe un problema paralelo con la transcripción de la aproximante palatal.
El símbolo ⟨ɣ̞⟩ también puede usarse cuando la aproximante velar es simplemente un alófono alternativo a la fricativa velar sonora [ɣ] y, en comparación con ⟨ɰ⟩, es más similar al símbolo ⟨ɣ⟩. El equivalente X-SAMPA de ⟨ɣ̞⟩ es G_o.
Hay que tener en cuenta que el símbolo ⟨ɣ̞⟩ puede no aparecer correctamente en todos los navegadores. En ese caso, ⟨ɣ˕⟩ puede servir como alternativa. En transcripciones más amplias, el diacrítico de debajo puede omitirse por completo, de modo que el símbolo se representa ⟨ɣ⟩, es decir, como si representara la fricativa correspondiente.
Algunos lenguajes tienen la aproximante pre-velar sonora, que se articula ligeramente más adelante que la aproximante velar prototípica, aunque no tan adelantada como la aproximante palatal prototípica.

## Aparición en distintos idiomas
- Aragonés: caixigo [kajˈʃiɣ̞o̞] roble
- Catalán: aigua [ˈajɣ̞wə] agua
- Cherokee: ᏩᏥ wa-tsi [ɰatsi] reloj
- Coreano: 의사/uisa [ɰi.sä] doctor
- Danés (hablantes ancianos): talg [ˈtsalˀɰ] sebo
- Español: pagar [päˈɣ̞äɾ] pagar
- Francés (valón): ara [aɰa] guacamayo
- Gallego: auga [ˈɑwɣ̞ɑ] agua
- Griego (dialecto chipriota): μαγαζί [maɰaˈzi] tienda
- Guaraní: gotyo [ɰoˈtɨo] cerca (de)
- Irlandés: naoi [n̪ˠɰiː] nueve
- Islandés: saga [ˈsäɰä] saga
- Sueco: agronom [äɰɾʊˈn̪oːm] agrónomo
- Tagalo: igriega [iːɡɾɪˈje̞ɰɐ] i griega (y)
- Tiwi: ngaga [ˈŋaɰa] nosotros (inclusivo)

- Datos: Q1054261